# 매직 마이크 XXL
《매직 마이크 XXL》(영어: Magic Mike XXL)는 2015년 공개된 미국의 코미디 영화로, 2012년 영화 《매직 마이크》의 속편이다.

## 출연

### 주연
- 채닝 테이텀
- 조 맨가니엘로
- 맷 보머
- 후안 피에드라이타
- 앰버 허드
- 엘리자베스 뱅크스
- 제이다 핀켓 스미스

### 조연
- 앤디 맥도웰
- 도날드 글로버
- 케빈 내쉬
- 아담 로드리게즈
- 가브리엘 이글레시아스
- 스티븐 보스
- 마이클 스트라한
- 래든 그리어
- 제인 맥네일
- 로다 그리피스
- 캐리 앤 헌트

## 기타
- 미술: 하워드 커밍스
- 세트: 바바라 먼치
- 배역: 카멘 쿠바